# Butaw District
Butaw är ett distrikt i Liberia.   Det ligger i regionen Sinoe County, i den södra delen av landet, 230 km sydost om huvudstaden Monrovia.